# Гумилевский, Георгий Константинович
Георгий Константинович Гумилевский (5 мая 1902, Саратов, Российская империя — 27 апреля 1975, Баку, Азербайджанская ССР) — советский актёр театра и кино.

## Биография
Георгий Константинович Гумилевский родился 5 мая 1902 года в Саратове в семье почтово-телеграфного служащего. Рано потерял родителей: мать умерла в 1904 году, отец — в 1911 году. Работать стал с 15 лет, в 1919—1922 годах служил в РККА, а в 1922—1925 годах — на флоте в Баку. В Баку начал учиться в Бакинском драматическом техникуме, окончил его в 1925 году и начал свою театральную карьеру.
- 1925—1926 годы — театр малых форм «Чайка».
- 1927—1936 годы — Бакинский рабочий театр (ныне Азербайджанский государственный русский драматический театр имени Самеда Вургуна).
- 1936—1939 годы — Костромский театр имени Островского.
- 1940—1941 годы — Центральный детский театр в Москве.
- 1942—1944 годы — Театр имени Моссовета.
- 1944—1959 годы — киностудия «Мосфильм» и Театр-студия киноактёра (ныне Центр театра и кино под руководством Никиты Михалкова).

Дебют в кинематографе состоялся в 1942 году, когда Георгий Гумилевский сыграл небольшую роль раненого в фильме «Актриса». Играл характерные роли хитроватых стариков. Снялся в более сорока кинокартинах.
В мае 1963 года актёр вышел на пенсию и переехал жить в Баку. Умер 27 апреля 1975 года в Баку, похоронен там же.

## Творчество

### Работы в театре

#### Бакинский рабочий театр
- «Голос недр» — 1-й шахтер
- «Первая конная» — Митряй
- «Темп» — Ермолай Лаптев
- «Светите, звезды» — Котька-беспризорник
- «Любовь Яровая» — Швандя

#### Костромской театр имени Островского
- «Человек с ружьем» — В. И. Ленин
- «Оптимистическая трагедия» — Сиплый
- «Парижский тряпичник» — Жан
- «Много шума из ничего» — Клюква
- «Бесприданница» — Робинзон
- «Без вины виноватые» — Шмага

#### Театр-студия киноактёра
- «Завтрак у предводителя» — Мирволин
- «Ушаков» — Гордиенко
- «Бедность не порок» — старик

### Фильмография
| Год         |   | Название                                    | Роль                                                   |
| ----------- | - | ------------------------------------------- | ------------------------------------------------------ |
| 1942        | ф | Актриса                                     | Бондаренко, раненый в госпитале                        |
| 1943        | ф | Воздушный извозчик                          | дежурный у телефона аэродрома                          |
| 1944        | ф | Черевички                                   | чёрт                                                   |
| 1944 - 1945 | ф | Иван Грозный                                | Тарунтай Пронский и Фома                               |
| 1946        | ф | Адмирал Нахимов                             | матрос Робаков                                         |
| 1947        | ф | Пирогов                                     | Лукич                                                  |
| 1948        | ф | Путь славы                                  | дед и ночной сторож                                    |
| 1948 - 1949 | ф | Сталинградская битва                        | эпизод (нет в титрах)                                  |
| 1950        | ф | Жуковский                                   | продавец газет (нет в титрах)                          |
| 1950        | ф | Кавалер Золотой Звезды                      | возница Рогулина (нет в титрах)                        |
| 1950        | ф | Смелые люди                                 | дядя Степан, табунщик                                  |
| 1950        | ф | Щедрое лето                                 | Мусий Антонович                                        |
| 1951        | ф | Белинский                                   | солдат (нет в титрах)                                  |
| 1952        | ф | Майская ночь, или Утопленница               | каленик                                                |
| 1953        | ф | Завтрак у предводителя                      | Мирволин, бедный соседй                                |
| 1953        | ф | Огни на реке                                | Иван Кузьмич                                           |
| 1953        | ф | Степные зори                                | Павел Савельевич                                       |
| 1953        | ф | Таинственная находка                        | Прохор Фёдорович Брусничкин, боцман траулера «Славный» |
| 1954        | ф | Анна на шее                                 | продавец в театре                                      |
| 1954        | ф | Верные друзья                               | продавец обуви (нет в титрах)                          |
| 1954        | ф | Мы с вами где-то встречались                | мужик с арбузом (нет в титрах)                         |
| 1954        | ф | Шведская спичка                             | половой (нет в титрах)                                 |
| 1954        | ф | Школа мужества                              | Аким Рябуха                                            |
| 1955        | ф | Зелёные огни                                | Зюзин                                                  |
| 1955        | ф | Мексиканец                                  | мексиканец                                             |
| 1955        | ф | Следы на снегу                              | Пахомыч, сторож в посёлке                              |
| 1956        | ф | Посеяли девушки лён                         | Денис                                                  |
| 1956        | ф | Миколка-паровоз                             | дед Остап                                              |
| 1956        | ф | На подмостках сцены                         | мужик в трактире                                       |
| 1957        | ф | К Чёрному морю                              | дядя Степан, завскладом                                |
| 1957        | ф | На графских развалинах                      | отец Яшки, Максим Нефёдович Бабушкин                   |
| 1957        | ф | Случай на шахте восемь                      | шахтёр на собрании                                     |
| 1958        | ф | Дело «пёстрых»                              | Агафон Трофимович, уличный точильщик                   |
| 1958        | ф | Дружок                                      | мужчина, потерявший ящик с гвоздями                    |
| 1958        | ф | Матрос с «Кометы»                           | член команды буксира                                   |
| 1958        | ф | Повесть наших дней                          | эпизод                                                 |
| 1959        | ф | Необыкновенное путешествие Мишки Стрекачёва | кондуктор                                              |
| 1959        | ф | Василий Суриков                             | сторож на кладбище (нет в титрах)                      |
| 1959        | ф | Ссора в Лукашах                             | Диоген                                                 |
| 1959        | ф | Строгая женщина                             | Кондрат                                                |
| 1961        | ф | Любушка                                     | Культяпый                                              |
| 1961        | ф | Удивительная охота                          | егерь                                                  |
| 1962        | ф | Капроновые сети                             | милиционер                                             |
| 1963        | ф | Слепая птица                                | орнитолог                                              |